# إيمانويل فرحي
إيمانويل فرحي (بالفرنسية: Emmanuel Farhi) هو اقتصادي فرنسي، ولد في 8 سبتمبر 1978.